# 私がモテてどうすんだ (Girls²のアルバム)
『私がモテてどうすんだ』（わたしがモテてどうすんだ）は、日本の音楽ユニットGirls2の1枚目のオリジナル・EP。2020年7月29日にSony Music Associated Recordsから発売。

## 概要
【CD＋DVD】(初回限定盤)、【CD】(通常盤)の2形態で発売。
テレビ東京系放送の『ガールズ×戦士シリーズ』から派生したユニットの選抜メンバーによって結成された「Girls2」の1枚目のオリジナル・EP。2020年6月13日、映画「私がモテてどうすんだ」の主題歌&挿入歌を収録したEPが7月29日に発売することが発表、同年6月26日ジャケット写真を発表。
オリコン週間アルバムランキング8位(2020年8月10日付)、Billboard Japan Hot Albums（2020年8月10日付）8位を記録した。

## 収録曲

### 【CD＋DVD】(初回限定盤)
CD
| #  | タイトル                 | 作詞                    | 作曲     | タイアップ                                         |
| -- | ------------------------ | ----------------------- | -------- | -------------------------------------------------- |
| 1. | 「私がモテてどうすんだ」 | Litz・Norihisa Hiranuma | ANOTHER  | 映画『私がモテてどうすんだ』主題歌                 |
| 2. | 「JEWEL GIRL」           | Litz・Norihisa Hiranuma | ANOTHER  | 映画『私がモテてどうすんだ』挿入歌                 |
| 3. | 「チョコモーモー」       | 山田智和                | 山田智和 | AMAZING COFFEE × LAWSON MACHI cafe' イメージソング |

DVD
1. ドキュメンタリー「Girls2 ～9人のキセキ～」完全版

### 【CD】(通常盤)
1. 私がモテてどうすんだ
2. JEWEL GIRL
3. チョコモーモー
4. 私がモテてどうすんだ (カラオケ)
5. JEWEL GIRL (カラオケ)
6. チョコモーモー (カラオケ)

## タイアップ
私がモテてどうすんだ
映画『私がモテてどうすんだ』（2020年7月10日全国公開）の主題歌
JEWEL GIRL
映画『私がモテてどうすんだ』（2020年7月10日全国公開）の挿入歌
チョコモーモー
AMAZING COFFEE × LAWSON MACHI cafe' イメージソング